# Nousukausi
Pour plus de détails, voir Fiche technique et Distribution.
Nousukausi est un film finlandais réalisé par Johanna Vuoksenmaa, sorti en 2003.

## Synopsis
Katri et Janne décident d'entreprendre un voyage hors des sentiers battus et se retrouvent dans le quartier de Jakomäki.

## Fiche technique
- Titre : Nousukausi
- Titre anglais : Upswing
- Réalisation : Johanna Vuoksenmaa
- Scénario : Mika Ripatti
- Musique : Kerkko Koskinen
- Photographie : Peter Flinckenberg
- Montage : Kimmo Kohtamäki
- Production : Lasse Saarinen
- Société de production : Yleisradio et Kinotar
- Pays :  Finlande
- Genre : Comédie
- Durée : 98 minutes
- Dates de sortie : 
  - Finlande : 28 février 2003

## Distribution
- Petteri Summanen : Janne
- Tiina Lymi : Katri
- Kari-Pekka Toivonen : Kari
- Juha Veijonen : Heikki
- Katja Küttner : Kiti
- Vilma Juusonen : Taru
- Antti Virmavirta : Ilpo Heino
- Ville Virtanen : Erik
- Satu Paavola : Sanna
- Tobias Zilliacus : Tuomas

## Distinctions
Le film a reçu dix nominations aux Jussis et en a remporté trois : Meilleur film, Meilleur scénario et Meilleure musique.